# Finale della Coppa Libertadores 2018
La finale della 59ª edizione della Coppa Libertadores si disputò, in formula di andata e ritorno, fra le argentine River Plate e Boca Juniors. Il primo round, giocato in casa della compagine gialloblù, terminò con un pareggio per 2-2.
Meno di un mese dopo si svolse il match di ritorno. Sul campo neutro di Madrid, il 9 dicembre, a imporsi furono gli uomini di Marcelo Gallardo, che vinsero 3-1 e conquistarono il loro quarto trofeo, tre anni dopo l'ultimo.
Il River Plate ottenne, così, il diritto di partecipare alla Coppa del Mondo per club del 2018 e alla Recopa Sudamericana 2019.
Questa fu la prima finale nella storia del torneo che vide affrontarsi Millionarios e Xeneizes. Le due principali squadre di Buenos Aires, i cui scontri diretti sono denominati Superclásicos, nutrono una fortissima rivalità reciproca, testimoniata da questa doppia sfida: difatti, fra andata e ritorno più di 110 000 persone accorsero allo stadio, nonostante il secondo match si giocasse letteralmente dall'altra parte del mondo.

## Le squadre
| Squadre      | Partecipazioni precedenti (il grassetto indica la vittoria)     |
| ------------ | --------------------------------------------------------------- |
| Boca Juniors | 10 (1963, 1977, 1978, 1979, 2000, 2001, 2003, 2004, 2007, 2012) |
| River Plate  | 5 (1966, 1976, 1986, 1996, 2015)                                |

## Antefatti
Il 24 novembre, il giorno della partita di ritorno, i tifosi del River Plate assaltarono il pullman dei giocatori del Boca, ferendone alcuni come il capitano Pablo Pérez, al quale finirono in un occhio le schegge di vetro lanciate dagli ultras locali. Non bastò nemmeno l'arrivo della polizia a calmare i tifosi del Gigante, difatti si verificarono violenti scontri fra le forze dell'ordine e gli occupanti della curva del Monumental. L'assedio terminò soltanto con l'ingresso dell'autobus, protetto dalla polizia, all'interno dello stadio, che molti calciatori ospiti (come Carlos Tévez) raggiunsero intontiti dai gas usati dai tutori dell'ordine argentini per disperdere la calca. Inizialmente la partita venne posticipata alle 21 del giorno dopo, eppure il Boca si rifiutò di scendere in campo, non sentendosi adeguatamente protetto dai possibili attacchi dei tifosi di casa, anzi presentò un ricorso alla Confederazione richiedendo come risarcimento la vittoria a tavolino. La CONMEBOL, però, respinse l'appello dei gialloblù e strinse un accordo con la RFEF per disputare il match a Madrid. Il tutto fra le proteste del River, che tentò a sua volta un ricorso per giocare la partita a Buenos Aires (senza successo), dei tifosi di entrambe le fazioni e degli addetti ai lavori argentini, che iniziarono a riferirsi alla Coppa Libertadores con l'ironico nomignolo di "Coppa Conquistadores" (la corona spagnola aveva infatti esercitato il proprio dominio sull'Argentina fino al 1816).

## Sede
Data la formula stabilita dalla CONMEBOL, le finaliste si affrontarono una volta ciascuna in casa dell'altra.

### Scelta della sede per il match di ritorno
A causa dei disordini del 24 novembre con conseguente rinvio della partita, la CONMEBOL vietò la disputa del ritorno sul suolo argentino. Preso il provvedimento, la confederazione stessa si adoperò per cercare una soluzione adatta. Poiché in Sudamerica nessuno era pronto ad ospitare un evento di tale caratura, e dopo aver contemplato e infine scartato l'ipotesi Qatar, si scelse la Spagna, più precisamente il Bernabéu secondo il consiglio del presidente federale Luis Rubiales. Come dichiarato dal numero 1 della CONMEBOL (Alejandro Domínguez), l'appalto fu assegnato a Madrid grazie alla grande cultura calcistica del Paese, ma soprattutto a causa della numericamente significativa comunità albiceleste risiedente in terra iberica. Nonostante le restrizioni, alla partita assistettero più di 62 000 spettatori.

## Il cammino verso la finale

### Tabella riassuntiva del percorso
Nota: il punteggio della squadra di casa è sempre indicato per primo (C: Casa; T: Trasferta)
| Squadra         | Pt | G |
| --------------- | -- | - |
| Palmeiras       | 16 | 6 |
| Boca Juniors    | 9  | 6 |
| Atlético Junior | 7  | 6 |
| Alianza Lima    | 1  | 6 |

| Squadra     | Pt | G |
| ----------- | -- | - |
| River Plate | 12 | 6 |
| Flamengo    | 10 | 6 |
| Santa Fe    | 7  | 6 |
| Emelec      | 1  | 6 |

## La finale

### Andata
L'andata si disputò l'11 novembre, un giorno in ritardo rispetto alla tabella di marcia prevista (causa allagamento del campo). Il Boca Juniors del mister Guillermo Schelotto, spinto dal sostegno dei 50 000 tifosi che affollarono le tribune della Bombonera, si presentò alla sfida disponendo i suoi uomini in un classico 4-3-3, con Wilmar Barrios a fare da ponte fra il centrocampo e l'attacco e Pavón e Villa Cano di spalle all'unica punta, Ramón Ábila. In panchina, dunque, sia Benedetto sia Carlos Tévez, il quale troverà il campo solo negli ultimi 15 minuti. Il River Plate del CT Marcelo Gallardo, invece, optò per un approccio molto difensivo: 5-3-2 il modulo scelto, con Pinola, Lucas Martinez Quarta e capitan Maidana (alla ricerca della sua seconda Libertadores con il club dopo aver vissuto, da titolare, la catastrofica annata 2010-2011) difensori centrali a far la guardia al numero 1 Armani, e Lucas Pratto con Borré a cercare di creare grattacapi alla difesa azul y oro. 
La partita, nonostante l'atteggiamento "catenacciaro" degli ospiti, fu divertente sin dai primi minuti, con Agustin Rossi miracoloso su una punizione da 27 metri di Pratto e poi ancora bravissimo a salvare sull'incornata di Borré. Le cose non si misero bene per la squadra di casa, la quale si vide costretta ad operare un cambio già al 27' poiché Pavón fu vittima di un infortunio che gli impedì di continuare la gara, venendo rimpiazzato da Benedetto. Tuttavia, furono proprio gli Xeneizes a siglare il primo gol della gara, con Ábila lesto in mischia a scippare la palla dai piedi di un difensore e battere l'impotente Armani. Neanche un minuto dopo, però, arrivò il pareggio del River, grazie ad un tiro velenosissimo di Pratto che colse di sorpresa Rossi. A questo punto, tutto sembrava volgere verso un pareggio all'intervallo, ma fu proprio il subentrato Benedetto, con un magistrale colpo di testa su una punizione di Villa Cano, a fare esplodere di gioia lo stadio. La rete subita nel recupero del primo tempo sembrò tarpare le ali al Gigante, infatti i giocatori ospiti non riuscirono a creare problemi alla retroguardia avversaria fino al 61'; a quel punto, un calcio d'angolo senza troppe pretese di "Pity" Martinez venne deviato in porta dallo sfortunato Carlos Izquierdoz, riequilibrando il punteggio. Da qui fino al 90' non successe nient'altro di rilevante, fino a quando nel recupero Benedetto ebbe l'opportunità di segnare il 3-2, ma sparò la sfera addosso ad Armani da ottima posizione. Il risultato definitivo fu di 2-2, rimandando tutto alla sfida di ritorno, circa 2 settimane più tardi.

### Ritorno
Il ritorno era in calendario il 24 novembre al Monumental, ma per i motivi descritti sopra (vedi "Antefatti") venne posticipato al 9 dicembre sul campo neutro di Madrid. Per questa sfida Gallardo scelse un approccio molto più spregiudicato, contando anche sull'apporto del recuperato, nonché capitano, Leonardo Ponzio, schierato in mediana dietro i centrocampisti (Exequiel Palacios, Enzo Pérez, Ignacio Fernandez e Gonzalo Nicolás Martínez) e davanti al quartetto difensivo, composto da Maidana e Pinola al centro e Milton Casco con Gonzalo Montiel sulle fasce. L'unica punta era Pratto. Il Boca, al contrario, adottò lo stesso modulo dell'andata, premiando la bella prestazione di Benedetto (titolare al posto di Abila) e cambiando interprete fra i pali, destinando Rossi alla panchina e lanciando Esteban Andrada nell'undici iniziale. 
La prima occasione, questa volta, capitò sui piedi del capitano ospite Pablo Pérez, il quale mancò clamorosamente l'appuntamento con il gol spedendo il pallone fra le braccia di Armani da posizione favorevolissima. Il match, tuttavia, faticava a decollare, le due formazioni prediligevano un gioco molto tattico e lasciavano poco allo spettacolo. Ma al 44', ancora una volta ad un passo dal time-out, di nuovo Benedetto finalizzò una bella azione collettiva indirizzando il pallone nell'indifendibile angolino destro, esultando in maniera provocatoria verso i giocatori avversari. Il River accusò il colpo, difatti, come all'andata, dopo il gol subìto faticò enormemente a rifarsi vivo dalle parti di Andrada. Al minuto 68, però, un'ottima imbucata di "Nacho" Fernandez lasciò Pratto libero di scaricare in porta un terribile destro, che mandò la partita ai supplementari. Al 92', però, giunse l'episodio che cambiò totalmente volto alla gara: l'espulsione di Barrios, che lasciò il Boca in 10 per il resto dell'incontro. La strenua resistenza della difesa gialloblù si arrese solo al 109', quando un golazo dal limite del colombiano Juan Fernando Quintero portò avanti i Millionarios. A quel punto il Boca buttò nella mischia ogni giocatore offensivo di cui disponesse, fra cui Carlos Tévez, e al 118' ebbe l'opportunità di pareggiare, ma il tiro di Leonardo Jara si infranse sul palo sinistro. Il River si difese con tutte le sue forze, e al 121' in contropiede trovò la rete del definitivo 3-1. Con questo successo, El Mas Grande si portò a quota quattro Coppa Libertadores in bacheca, e riuscì finalmente a borrar la mancha dell'onta vergognosa causata dal declassamento di 7 anni prima.

### Tabellini

#### Andata
| Arbitro: | Roberto Tobar |

|                           |           |                                  |
| Ábila 34’ Benedetto 45+1’ | Marcatori | 35’ Pratto 61’ (aut.) Izquierdoz |

| Boca Juniors | River Plate |

|                     |    |                              |  |
|                     |    |                              |  |
| P                   | 12 | Agustin Rossi                |  |
| D                   | 20 | Lucas Olaza                  |  |
| D                   | 6  | Lisandro Magallan            |  |
| D                   | 21 | Carlos Izquierdoz 61’ (aut.) |  |
| D                   | 29 | Leonardo Jara 37’ 83’        |  |
| C                   | 8  | Pablo Pérez                  |  |
| C                   | 16 | Wilmar Barrios               |  |
| C                   | 15 | Nahitan Nandez               |  |
| A                   | 7  | Cristian Pavon 27’           |  |
| A                   | 17 | Ramon Abila 34’ 48’          |  |
| A                   | 22 | Sebastian Villa Cano 43’ 73’ |  |
| Sostituzioni:       |    |                              |  |
| P                   | 28 | Carlos Lampe                 |  |
| A                   | 23 | Carlos Tévez 73’ 90+5’       |  |
| A                   | 18 | Dario Benedetto 27’ 45+1’    |  |
| D                   | 24 | Julio Buffarini 83’          |  |
| A                   | 19 | Mauro Zarate                 |  |
| D                   | 2  | Paolo Goltz                  |  |
| C                   | 5  | Fernando Gago                |  |
| Allenatore:         |    |                              |  |
| Guillermo Schelotto |    |                              |  |

| P                | 1  | Franco Armani                |
| D                | 20 | Milton Casco 67’             |
| D                | 22 | Javier Pinola                |
| D                | 28 | Lucas Martinez Quarta 58’    |
| D                | 2  | Jonathan Maidana             |
| D                | 29 | Gonzalo Montiel              |
| C                | 10 | Gonzalo Nicolás Martínez 77’ |
| C                | 24 | Enzo Pérez 75’               |
| C                | 15 | Exequiel Palacios            |
| A                | 27 | Lucas Pratto 35’             |
| A                | 19 | Rafael Santos Borré 75’      |
| Sostituzioni:    |    |                              |
| P                | 14 | German Lux                   |
| C                | 26 | Ignacio Fernandez 58’        |
| D                | 18 | Camilo Mayada                |
| A                | 7  | Rodrigo Mora                 |
| A                | 9  | Julián Álvarez               |
| C                | 8  | Juan Fernando Quintero 77’   |
| C                | 5  | Bruno Zuculini 75’           |
| Allenatore:      |    |                              |
| Marcelo Gallardo |    |                              |

#### Ritorno
| Arbitro: | Andrés Cunha |

|                                          |           |               |
| Pratto 68’ Quintero 109’ Martínez 120+1’ | Marcatori | 44’ Benedetto |

| River Plate | Boca Juniors |

|                  |    |                                 |  |
|                  |    |                                 |  |
| P                | 1  | Franco Armani                   |  |
| D                | 20 | Milton Casco 120+1’             |  |
| D                | 22 | Javier Pinola                   |  |
| D                | 2  | Jonathan Maidana 83’            |  |
| D                | 29 | Gonzalo Montiel 74’             |  |
| C                | 23 | Leonardo Ponzio 27’ 58’         |  |
| C                | 24 | Enzo Pérez                      |  |
| C                | 10 | Gonzalo Nicolás Martínez 120+1’ |  |
| C                | 15 | Exequiel Palacios 97’           |  |
| C                | 26 | Ignacio Fernandez 81’ 111’      |  |
| A                | 27 | Lucas Pratto 68’                |  |
| Sostituzioni:    |    |                                 |  |
| P                | 14 | German Lux                      |  |
| A                | 7  | Rodrigo Mora                    |  |
| A                | 9  | Julián Álvarez 97’              |  |
| D                | 28 | Lucas Martínez Quarta           |  |
| C                | 5  | Bruno Zuculini 111’             |  |
| D                | 18 | Camilo Mayada 74’               |  |
| C                | 8  | Juan Fernando Quintero 58’ 109’ |  |
| Allenatore:      |    |                                 |  |
| Marcelo Gallardo |    |                                 |  |

| P                   | 1  | Esteban Andrada          |
| D                   | 20 | Lucas Olaza              |
| D                   | 6  | Lisandro Magallan        |
| D                   | 21 | Carlos Izquierdoz        |
| D                   | 24 | Julio Buffarini 111’     |
| C                   | 8  | Pablo Pérez 43’ 89’      |
| C                   | 16 | Wilmar Barrios 87’, 92’  |
| C                   | 15 | Nahitan Nandez           |
| A                   | 7  | Cristian Pavon           |
| A                   | 18 | Dario Benedetto 44’ 62’  |
| A                   | 22 | Sebastian Villa Cano 96’ |
| Sostituzioni:       |    |                          |
| P                   | 12 | Agustin Rossi            |
| D                   | 2  | Paolo Goltz              |
| A                   | 19 | Mauro Zarate             |
| C                   | 5  | Fernando Gago 89’        |
| D                   | 29 | Leonardo Jara 96’        |
| A                   | 23 | Carlos Tévez 111’ 120+1’ |
| A                   | 17 | Ramon Abila 62’          |
| Allenatore:         |    |                          |
| Guillermo Schelotto |    |                          |